# スタンレー・スチーマー

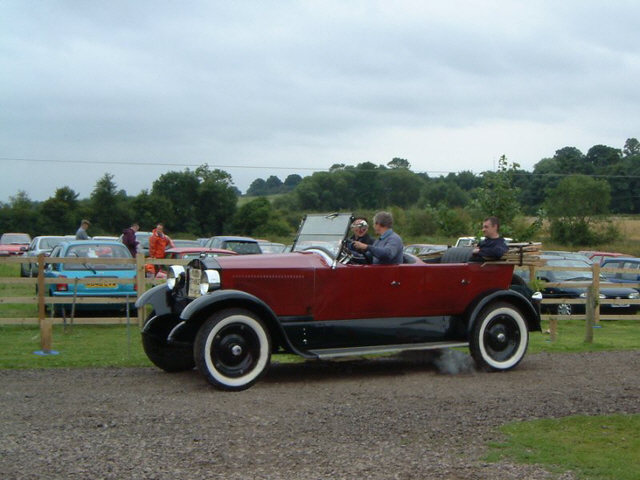
1923年型スタンレー蒸気自動車

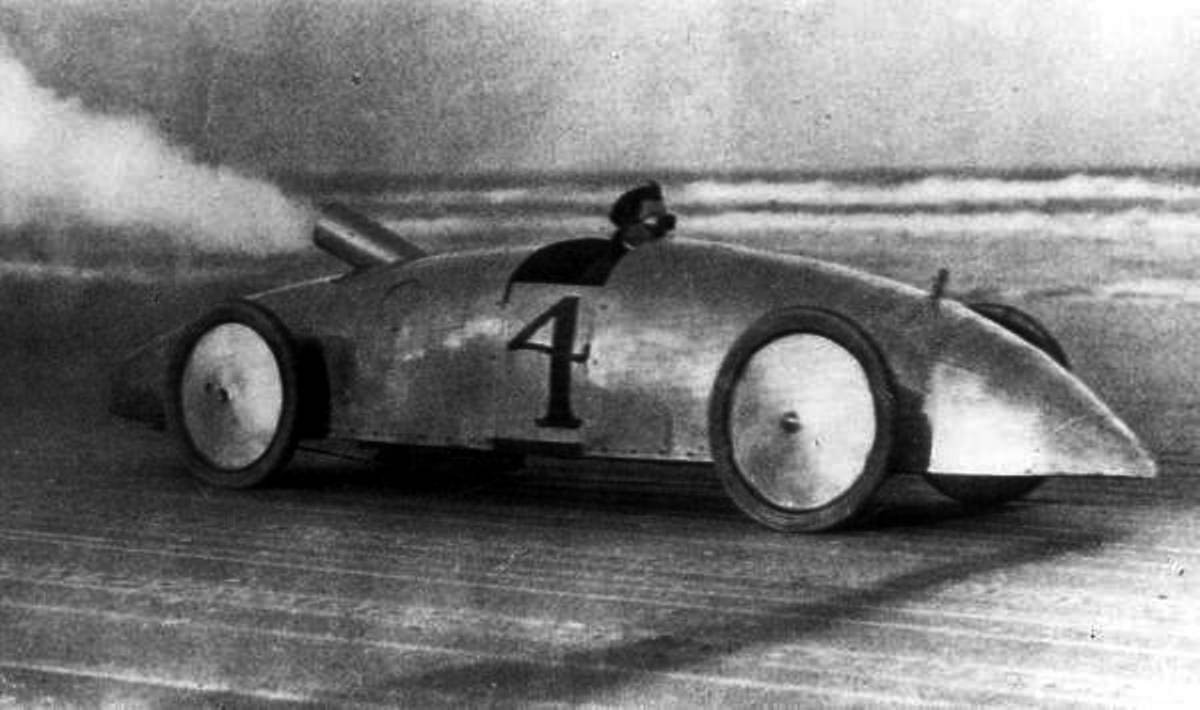
1903年、デイトナビーチで記録に挑む準備中のスタンレースチーマー

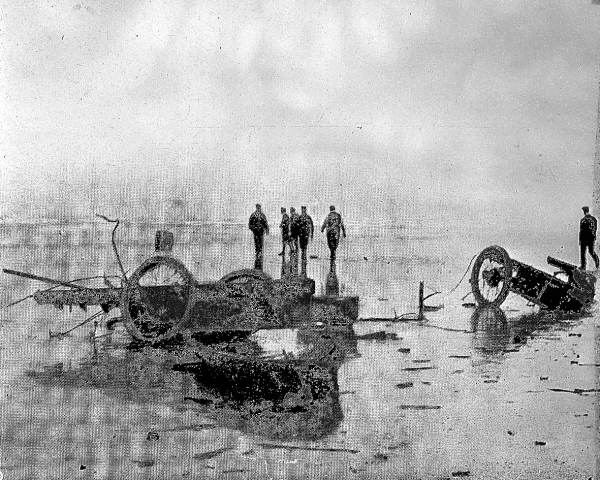
The demolished "Rocket" スタンレースチーマー (1907)

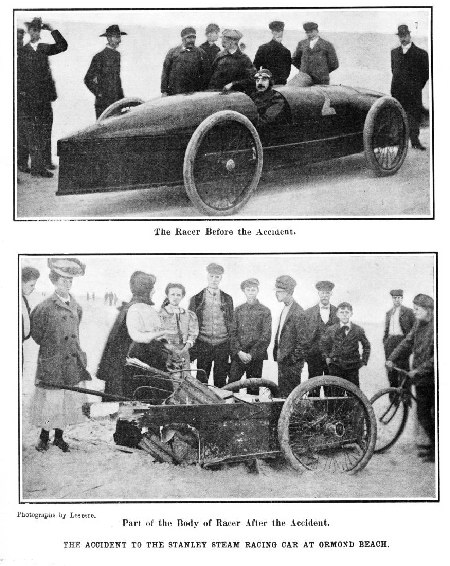
世界速度記録を樹立したスタンレースチーマー 1906, Wrecked 1907

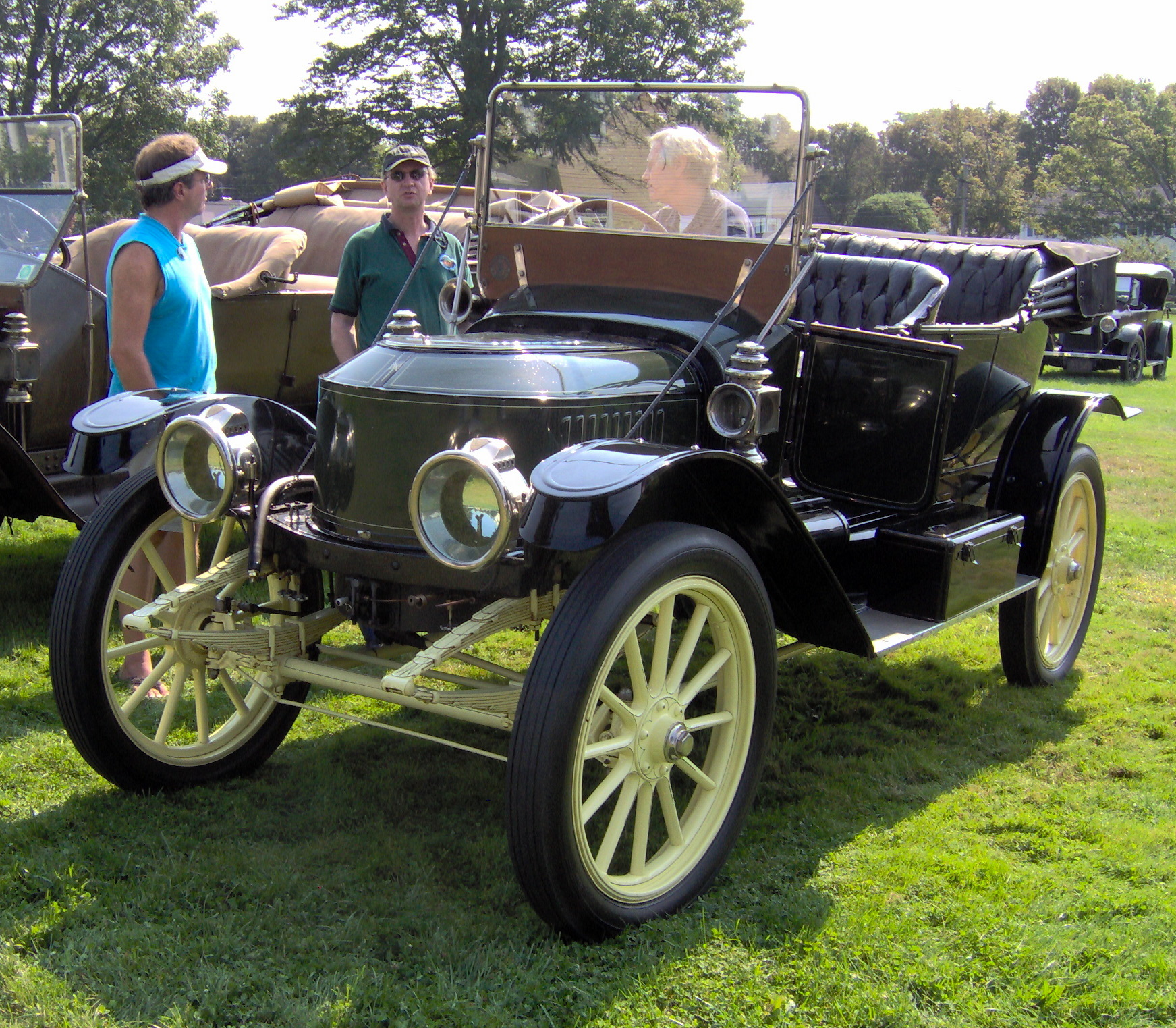
1912 スタンレー蒸気自動車

スタンレー (ニックネーム: スタンレー スチーマー)はスタンレー自動車会社によって生産された蒸気自動車。1906年スタンレー ロケットは205.5 キロメートル毎時 (127.7 マイル毎時) の世界記録をデイトナビーチでFred Marriottの運転で樹立してDewar Trophyを獲得した。これは当時の自動車の速度記録を更新した。この記録は、蒸気自動車による記録としては2009年8月まで破られなかった。

## 歴史
双子のFrancis E. Stanley (1849年-1918年) とFreelan O. Stanley (1849年-1940年) はイーストマンコダックの乾板を販売する事業の後、創業した。1897年、彼らは最初の自動車を生産した。1898年から1899年にかけて他のどの米国の会社よりも多い200台以上販売した。彼らはロコモービル (Locomobile) に設計の権利を売却した。
初期のスタンレー/ロコモービル車は軽い木製の車体を管状の鉄のフレームに装荷してリーフ式サスペンションだった。蒸気は垂直煙管式ボイラーから発生した。燃料は気化したガソリンで(後には灯油を使用)バーナーで下から炙った。ボイラーは幾層にもピアノ線が巻かれていて軽量で強靭だった。初期のモデルでは垂直煙管は銅製で鏡板にあけた上下の穴に通していた。後期のモデルでは凝縮器や溶接された鋼製の煙管が使用された。ボイラーは思ったよりも安全で安全弁を備え、ジョイントから漏れる事で爆発を防いだ。スタンレースチーマーのボイラーが爆発したという文書はない。
エンジンは水平対向型2気筒の復動式でスライド弁を使用した単式膨張型だった。運転はエンジンから直接後部に設置された差動歯車に直結したクランクを駆動しチェーンで後輪に伝達するようになっていた。
ロコモービルは彼らの所有者やサードパーティーによって時々改良された。
後にスタンレー兄弟は特許の問題を回避するために新型の2気筒エンジンの後輪駆動の自動車を開発した。後のモデルではアルミ製の車体を試作した。
スタンレー自動車会社は1902年から1917年までガソリン車が普及するまで操業した。2番目はコロンビア・エレクトリック (Columbia Automobile) だった。ボイラーを前に移したところ"coffin nose"と呼ばれた。1915年には凝縮器を載せた。1906年には速度記録を樹立した。(1マイル28.2秒)この記録は1911年まで他のいかなる自動車によっても破られなかった。グレン・カーチスは1907年、Ｖ-8エンジンのオートバイで136 mph (218 km/h)を叩き出した。1917年まで500台生産された。
大統領が政府所有の自動車に乗車するようになった時、採用されたのはスタンレーの蒸気自動車であった（大統領専用車 (アメリカ合衆国)#以前の大統領専用車を参照）。
1910年代半ばに電気式始動装置を搭載して燃費と出力の優れた内燃機関が台頭した。
1917年、兄弟は事業をPrescott Warrenに売却した。最後のスタンレースチーマーは1927年まで生産された。

## 資料
- 『ザ・トゥナイト・ショー・ウィズ・ジェイ・レノ』の司会ジェイ・レノはスタンレースチーマーを保有して仕事で走らせる。水が漏れたが彼のコレクションの中で一番のお気に入りである。
- 米国のカーペットクリーニングのサービスの商標がある。
- 映画カーズにラジエーター・スプリングスの創設者にスタンレーが出てくる。この名前はスタンレースチーマーに由来する。